# 보성초등학교 (경북)
보성초등학교는 대한민국 경상북도 예천군 보문면 미호리 343에 있었던 공립 초등학교이다.

## 연혁
- 1948년 3월 25일 보문서부국민학교 개교(설립인가 1월 21일)
- 1953년 5월 19일 미산국민학교로 명칭 변경
- 1965년 6월 10일 보성국민학교로 명칭 변경
- 1981년 2월 20일 병설유치원 인가
- 1996년 3월 1일 보성초등학교로 개칭
- 1998년 2월 20일 제47회 졸업식(남4, 여3, 계7명)
- 1998년 2월 28일 폐교(예천남부초등학교로 통합)